# Vevo Certified
Vevo Certified (Certificazione VEVO), talvolta abbreviato in VC, o erroneamente in VevoCertified, è un riconoscimento dato ai video musicali pubblicati su VEVO che hanno ottenuto più di 100 milioni di visualizzazioni.

## Record

### Visualizzazioni del canale

#### Artisti femminili
- Taylor Swift è l'artista femminile con più visualizzazioni (più di 38,8 miliardi di visualizzazioni).

#### Artisti maschili

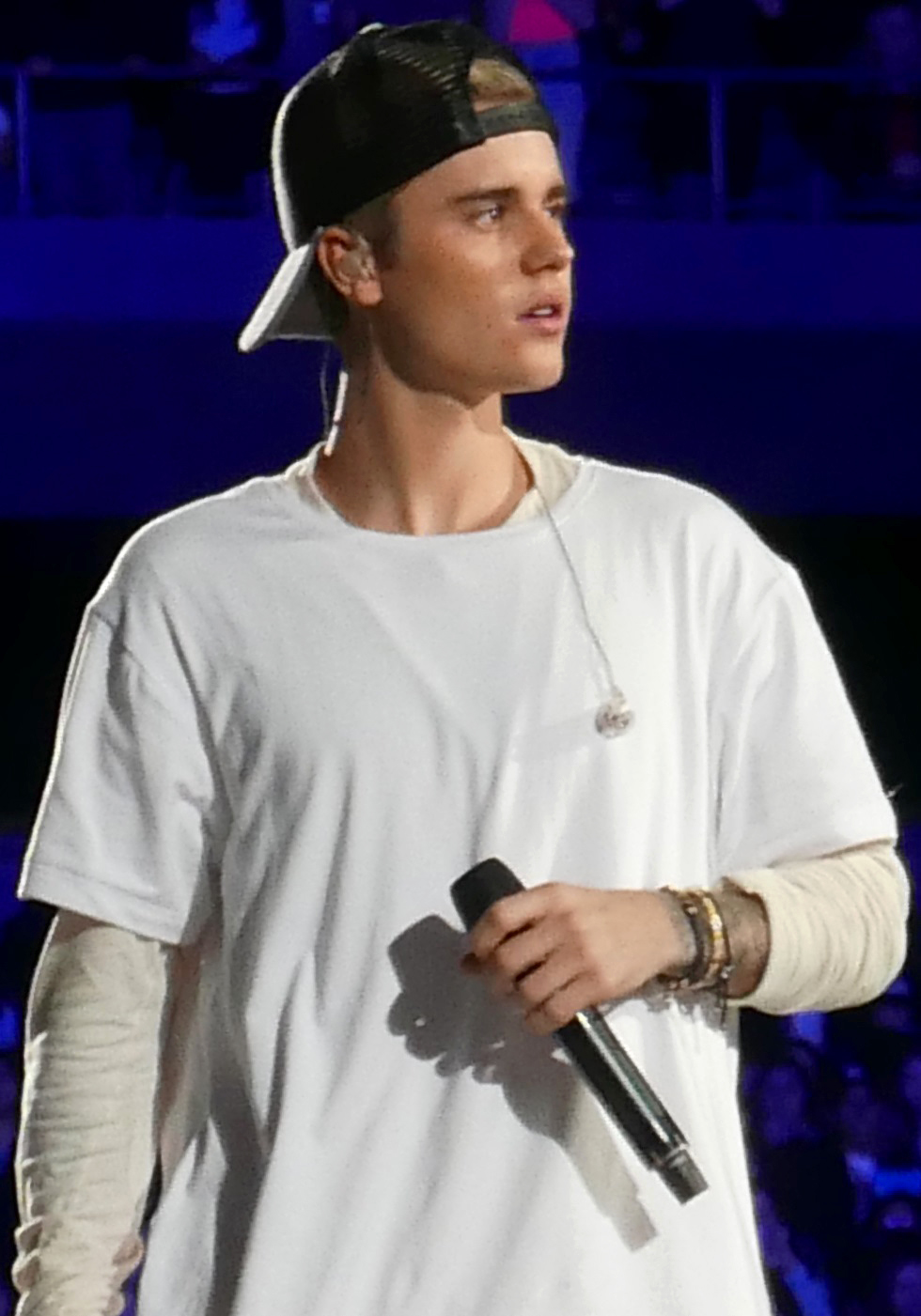
Justin Bieber è l'artista con più visualizzazioni e più iscritti

- Justin Bieber è l'artista maschile con più visualizzazioni (più di 23 miliardi di visualizzazioni)

### Video
- Gli OneRepublic sono stati il primo gruppo musicale a raggiungere un miliardo di visualizzazioni.
- LMFAO è stato il primo duo musicale a raggiungere un miliardo di visualizzazioni.
- Baby, di Justin Bieber in collaborazione con Ludacris, è stato il primo video caricato da VEVO a raggiungere un miliardo di visualizzazioni.[1][2]
- L'8 giugno 2015 Dark Horse di Katy Perry, in collaborazione con Juicy J, è stato il primo video di un'artista femminile a raggiungere un miliardo di visualizzazioni su VEVO.[3]
- Il 7 luglio 2015 anche Roar, sempre di Katy Perry, raggiunge un miliardo di visualizzazioni sulla piattaforma VEVO, rendendola la prima artista ad avere 2 video musicali ad aver superato tale traguardo, dove entrambi i singoli provengono dallo stesso album.[4]
- Il 3 luglio 2015 Blank Space di Taylor Swift raggiunge 1 miliardo di visualizzazioni in 7 mesi, il 23 agosto anche Shake It Off raggiunge 1 miliardo di visualizzazioni ed infine nel 2016, Bad Blood raggiunge 1 miliardo di visualizzazioni rendendola la prima artista femminile ad avere tre video con un miliardo visualizzazioni dallo stesso album, e la seconda artista ad avere 3 video musicali con 1 miliardo di visualizzazioni.[5]
- Le Fifth Harmony sono il primo gruppo ad avere due video con un miliardo di visualizzazioni, ovvero Work from Home e Worth It.
- Closer dei The Chainsmokers in collaborazione con Halsey è il primo video lyric ad aver raggiunto il miliardo di visualizzazioni.

### Velocità
- Taylor Swift detiene il record per aver raggiunto 100 milioni di visualizzazioni in 2 giorni, per il video di Me!.
- Closer dei The Chainsmokers in collaborazione con Halsey è il lyric video ad aver raggiunto le 100 milioni di visualizzazioni più velocemente.

### Prima certificazione
- Il primo video certificato in assoluto è stato Girlfriend di Avril Lavigne il 3 dicembre 2009.
- Il primo video certificato contenente unicamente l'audio del brano è stato Get Lucky dei Daft Punk in collaborazione con Pharrell Williams.
- Il primo lyric video certificato è stato Payphone dei Maroon 5 in collaborazione con Wiz Khalifa.
- Il primo video live certificato è stato Set Fire to the Rain di Adele.

### Video con restrizioni
- Rihanna è la prima artista ad aver ricevuto la certificazione VEVO con un video con delle limitazioni d'età, ovvero Bitch Better Have My Money.
- In realtà nel 2016 molti video degli anni passati e che avevano già ottenuto la certificazione vennero modificati affinché fossero introdotti limitazioni d'età: Il primo video ad ottenere la certificazione Vevo e che ha avuto la limitazione d'età è Wrecking Ball di Miley Cyrus che è anche il video con limitazioni più visualizzato.
- Il 20 settembre 2016 Needed Me ha ricevuto la certificazione VEVO, rendendo Rihanna l'unica artista donna ad avere due video con limitazione di età certificati.

### Creazione video
- Bohemian Rhapsody dei Queen è stato il primo video ad ottenere una certificazione per un video girato negli anni '70.
- ...Baby One More Time di Britney Spears è stato il primo video ad ottenere una certificazione per un video girato negli anni '90.
- Britney Spears è stata la prima artista ad ottenere tre certificati per tre diversi decenni: anni '90 con ...Baby One More Time, Sometimes e (You Drive Me) Crazy; 2000 - 2010 con Womanizer, I'm a Slave 4 U, Toxic, Everytime, Gimme More, Circus, Oops!...I Did It Again, Piece of Me, Lucky, Stronger, I'm Not A Girl, Not Yet A Woman, Overprotected, If U Seek Amy, 3; 2010 in poi con I Wanna Go, Hold It Against Me, Till the World Ends, Pretty Girls, Work Bitch, Scream & Shout, Ooh La La, Criminal e Slumber Party
- Mariah Carey è stata la seconda artista ad ottenere tre certificati per tre diversi decenni: anni '90 con My All, Always Be My Baby, One Sweet Day, Hero; anni 2000 con I Know What You Want, Obsessed, I Want to Know What Love Is, Touch My Body, e anni 2010 con Angels Cry, All I Want for Christmas Is You (Shazam Version).
- Madonna è la sola artista femminile ad ottenere quattro certificati per quattro diversi decenni: anni '80 con La Isla Bonita, anni '90 con Vogue, anni 2000 con Hang Up e anni 2010 con Bitch I'm Madonna.
- Michael Jackson è l'unico artista in assoluto ad avere video certificati per cinque diversi decenni: anni '70 con Don’t Stop 'Til You Get Enough e Rock with You; anni '80 con Billie Jean, Thriller (in due versioni, estesa e ridotta), Beat It, Smooth Criminal, The Way You Make Me Feel, Bad, Man in the Mirror e Dirty Diana; anni '90 con They Don't Care About Us, Remember the Time, Black or White, Earth Song, You Are Not Alone, Heal the World, Scream e Give In to Me; anni 2000 con You Rock My World e anni 2010 con Hold My Hand e Love Never Felt So Good.

### Data
- Lady Gaga ha ricevuto 2 certificazioni VEVO nello stesso giorno, il 1º novembre 2013 (Applause e LoveGame).
- Camila Cabello ha ricevuto 2 certificazioni VEVO nello stesso giorno, il 26 ottobre 2017 (Crying In The Club e Havana [Audio])
- Selena Gomez ha ricevuto 2 certificazioni VEVO nello stesso giorno, il 3 febbraio 2018 (Wolves [Visualizer] e Wolves [Official Video])
- Taylor Swift ha ricevuto 3 certificazioni VEVO nello stesso giorno, il 7 aprile 2018 (Delicate e Look What You Made Me Do [Lyrics] e Picture to Burn)
- Selena Gomez ha nuovamente ricevuto 2 certificazioni VEVO nello stesso giorno, il 15 ottobre 2018 (Un Año Sin Lluvia [Official Video] e Back To You [Lyrics])

### Italia
- Baby K è stata la prima artista italiana a ricevere la certificazione VEVO per Roma-Bangkok in collaborazione con Giusy Ferreri
- Baby K è la prima artista italiana ad avere 3 Vevo Certified (Roma-Bangkok, Voglio ballare con te e Da zero a cento).

## Cantanti con piùVevo Certified
La lista riporta i cantanti che hanno il maggior numero di video che hanno superato le 100 milioni di visualizzazioni a partire dai 20 video certificati. Sono escluse le collaborazioni, che sono associate solo a un canale Vevo, e dunque a un artista.
| Artista          | Video certificati |
| ---------------- | ----------------- |
| Shakira          | 53                |
| Taylor Swift     | 51                |
| Beyoncé          | 37                |
| Ariana Grande    | 40                |
| Rihanna          | 38                |
| Eminem           | 37                |
| Chris Brown      | 40                |
| Lady Gaga        | 31                |
| Justin Bieber    | 42                |
| Michael Jackson  | 30                |
| Maroon 5         | 30                |
| J Balvin         | 49                |
| Britney Spears   | 27                |
| Katy Perry       | 26                |
| Nicki Minaj      | 30                |
| Selena Gomez     | 32                |
| Enrique Iglesias | 27                |
| Maluma           | 41                |
| Jennifer Lopez   | 23                |
| Calvin Harris    | 22                |

## Storia
Vevo riporta che un video pubblicato da un artista che però è in realtà una collaborazione tra due artisti, sia destinato ad essere un premio ufficiale per entrambi gli artisti. Di fatto esistono canzoni che includono la partecipazione di 4 artisti differenti che, avendo collaborato, ed essendo tutti i nomi presenti nel titolo del video musicale, ottengono di diritto tutti la certificazione Vevo, indipendentemente da quale sia l'artista che ha pubblicato il video. Per esempio è questo il caso di Christina Aguilera, Lil' Kim, Mýa e Pink (cantante) in "Lady Marmalade".
Drake ha ben 10 video musicali non pubblicati da lui, ma accreditato in quanto "collaborazione", e potrebbe vantare quindi non 10 ma ben 20 certificazioni.
Nicki Minaj ha ben 9 video musicali non pubblicati da lei, ma accreditata in quanto "collaborazione", e può vantare per tanto non 16 certificazioni, bensì ben 25 certificazioni.
Rihanna vanta invece 8 certificazioni di video non pubblicati da lei, ma in cui accreditata.
Eminem ben 4 certificazioni ottenute da video non da lui pubblicate.
Maluma invece ha ottenuto da 3 certificazioni da video non pubblicati direttamente da lui.
Anche Beyoncé, Ariana Grande, Miley Cyrus e Demi Lovato vantano 2 certificazioni date da video non pubblicati direttamente da loro.
Esistono due video che hanno ottenuto la Vevo Certified e che presentano artisti non accreditati, a cui non viene di fatto riconosciuta la certificazione.
Cheers (Drink to That) di Rihanna vanta la presenza di Avril Lavigne. La cantante canadese è presente nel video in diverse scene, e l'audio della canzone include alcuni acuti di Avril ripresi dalla hit del 2003 I'm with You (Avril Lavigne). Nell'album non è accreditata come "collaborazione", ma viene comunque riportata come artista che ha collaborato alla realizzazione del brano. Nonostante sia presente nel video, e canti di fatto parte della canzone, ad Avril Lavigne non è accreditato alcuna certificazione per tale canzone.
I Kissed a Girl di Katy Perry mostra invece la cantante americana Ke$ha nel video. Nonostante la sua presenza sia costante, Ke$ha non canta nel video, risalente proprio agli inizi della sua carriera, e per tanto non le viene accreditata alcuna certificazione per tale video.
Esistono alcuni artisti che hanno ottenuto certificazioni come band e certificazioni da solisti. L'artista solista e il gruppo vengono però conteggiati come artisti separati nel sistema di premi conferiti da Vevo.

### 19 novembre 2015
Vevo ha eliminato un determinato numero di visualizzazioni da diversi video, provocando la perdita di qualche Vevo Certified. In un primo momento si è pensato che ciò fosse causato dall'utilizzo di visualizzazioni false da parte degli artisti, tuttavia in realtà Vevo tolse solo provvisoriamente le visualizzazioni che sembravano fasulle, ripristinando poi dopo una settimana di dettagliata analisi tutte le visualizzazioni pure. Nonostante ciò, per circa una settimana vari artisti hanno perso milioni di visualizzazioni, tra cui:
- Selena Gomez
  - Good for You ha perso 80 milioni di visualizzazioni
  - Same Old Love ha perso 50 milioni di visualizzazioni
- Madonna
  - Bitch I'm Madonna ha perso 20 milioni di visualizzazioni
- Beyoncé
  - XO ha perso 6 milioni di visualizzazioni
  - Countdown ha perso 5 milioni di visualizzazioni
- Rihanna
  - Disturbia ha perso 4 milioni di visualizzazioni
  - Fly ha perso 3 milioni di visualizzazioni
- Avril Lavigne
  - Hello Kitty ha perso mezzo milione di visualizzazioni
  - Let Me Go ha perso 4 milioni di visualizzazioni
  - Hot ha perso 2 milioni di visualizzazioni
  - Complicated ha perso 3 milioni di visualizzazioni
- Taylor Swift
  - Blank Space ha perso 6 milioni di visualizzazioni
  - Shake it Off ha perso 10 milioni di visualizzazioni
  - Wildest Dreams ha perso 5 milioni di visualizzazioni
  - Bad Blood ha perso 4 milioni di visualizzazioni
  - Style ha perso 1 milione di visualizzazioni
- Nicki Minaj
  - Fly ha perso 3 milioni di visualizzazioni
- Katy Perry
  - Birthday ha perso 4 milioni di visualizzazioni
  - I Kissed a Girl ha perso 2 milioni di visualizzazioni
- Britney Spears
  - Till the World Ends ha perso 2 milioni di visualizzazioni
  - Womanizer ha perso 2 milioni di visualizzazioni
  - Pretty Girls ha perso 7 milioni di visualizzazioni
  - Circus ha perso 2 milioni di visualizzazioni
  - Gimme More ha perso 1 milione di visualizzazioni
  - Hold It Against Me ha perso 1 milione di visualizzazioni
- Lady Gaga
  - The Edge of Glory ha perso 2 milioni di visualizzazioni
- Christina Aguilera
  - Hurt ha perso 3 milioni di visualizzazioni
- Big Sean
  - Blessings ha perso più di 3 milioni di visualizzazioni
  - I Don't Fuck with You ha perso più di 7 milioni di visualizzazioni
- Ariana Grande
  - Right There ha perso più di 5 milioni di visualizzazioni

### 25 novembre 2015
Il 25 novembre 2015, dopo un'attenta analisi durata circa una settimana, sono state ripristinate la maggior parte delle visualizzazioni ai video a cui erano state tolte. Molti video che avevano perso la Vevo Certified sono tornati a circa 99 milioni di visualizzazioni e hanno riottenuto la certificazione nel giro di pochi giorni. Non sono state aggiunte invece visualizzazioni ai 2 singoli di Beyoncé, XO e Countdown. Nonostante ciò, anche i due brani hanno di nuovo raggiunto la certificazione.

## Lingue

### Inglese
Il primo video ad avere raggiunto la Certificazione Vevo, in lingua inglese, è Girlfriend di Avril Lavigne.

### Spagnolo
Esistono centinaia di video in lingua spagnola che hanno ottenuto la Vevo Certified, tra i quali alcuni hanno ottenuto 5 o più certificazioni.
| Canzone                  | Cantante                                  | Certificazioni Vevo |
| ------------------------ | ----------------------------------------- | ------------------- |
| Despacito                | Luis Fonsi ft. Daddy Yankee               | 66                  |
| Bailando                 | Enrique Iglesias                          | 28                  |
| Mi gente                 | J Balvin                                  | 26                  |
| Chantaje                 | Shakira ft. Maluma                        | 25                  |
| Ay Vamos                 | J Balvin                                  | 16                  |
| Vente Pa' Ca             | Ricky Martin ft. Maluma                   | 16                  |
| La Bicicleta             | Carlos Vives ft. Shakira                  | 12                  |
| Felices Los 4            | Maluma                                    | 11                  |
| El Perdedor              | Maluma                                    | 10                  |
| La Mordidita             | Ricky Martin ft. Yotuel                   | 11                  |
| 6 AM                     | J Balvin                                  | 9                   |
| Darte Un Beso            | Prince Royce                              | 9                   |
| Sin Contrato             | Maluma                                    | 9                   |
| Cuatro Babys             | Maluma                                    | 8                   |
| Escapate Conmigo         | Wisin                                     | 8                   |
| Subeme La Radio          | Enrique Iglesias                          | 8                   |
| Adrenalina               | Wisin ft. Jennifer Lopez e Ricky Martin   | 7                   |
| Borro Cassette           | Maluma                                    | 7                   |
| Duele El Corazon         | Enrique Iglesias ft. Wisin                | 7                   |
| El Perdedor              | Enrique Iglesias ft. Marco Antonio Solís  | 7                   |
| Ginza                    | J Balvin                                  | 7                   |
| Limbo                    | Daddy Yankee                              | 7                   |
| Si Tu Novio Te Deja Sola | J Balvin                                  | 7                   |
| Safari                   | J Balvin ft. Pharrell Williams, BIA & Sky | 6                   |
| Cuando Me Enamoro        | Enrique Iglesias ft. Juan Luis Guerra     | 5                   |
| Loco                     | Enrique Iglesias                          | 5                   |
| Nota De Amor             | Wisin, Carlos Vives ft. Daddy Yankee      | 5                   |

### Francese
Esistono 14 video in lingua francese che hanno ottenuto la Vevo Certified.
| Canzone                | Cantante                 | Certificazioni Vevo |
| ---------------------- | ------------------------ | ------------------- |
| Papaoutai              | Stromae                  | 4                   |
| Dernière Danse         | Indila                   | 4                   |
| Sapés comme jamais     | Maître Gims ft. Niska    | 3                   |
| Bella                  | Maître Gims              | 3                   |
| Andalouse              | Kendji Girac             | 2                   |
| Est-ce que tu m'aimes? | Maître Gims              | 1                   |
| J'me Tire              | Maître Gims              | 1                   |
| Tous Les Memes         | Stromae                  | 1                   |
| Laissez Passer         | Maître Gims              | 1                   |
| Game Over              | Vitaa ft. Maître Gims    | 1                   |
| Tourner Dans Le Vide   | Indila                   | 1                   |
| S.O.S                  | Indila                   | 1                   |
| Sur ma route           | Black M                  | 1                   |
| Conmigo                | Kendji Girac             | 1                   |
| Color Gitano           | Kendji Girac             | 1                   |
| No Me Mirès Màs        | Kendji Girac ft. Soprano | 1                   |
| Brisé                  | Maître Gims              | 1                   |

### Portoghese
Esistono diversi video in lingua portoghese che hanno ottenuto la Vevo Certified:
| Canzone                 | Cantante                              | Visualizzazioni |
| ----------------------- | ------------------------------------- | --------------- |
| Loka                    | Simone & Simaria ft. Anitta           | 553.000.000+    |
| Você Partiu Meu Coração | Nego do Borel, Anitta, Wesley Safadão | 322.000.000+    |
| Te Assumi Pro Brasil    | Matheus & Kauan                       | 261.000.000+    |
| O Nosso Santo Bateu     | Matheus & Kauan                       | 224.000.000+    |
| Suíte 14                | Henrique & Diego ft. Mc Guimê         | 213.000.000+    |
| Que Sorte A Nossa       | Matheus & Kauan                       | 200.000.000+    |
| Decide Aí               | Matheus & Kauan                       | 181.000.000+    |
| Ela Só Quer Paz         | Projota                               | 148.000.000+    |
| Muleque De Vila         | Projota                               | 133.000.000+    |
| Regime Fechado          | Simone & Simaria                      | 130.000.000+    |
| Raspão                  | Henrique & Diego & Simone & Simaria   | 126.000.000+    |
| A Rosa E O Beija-Flor   | Matheus & Kauan                       | 118.000.000+    |
| Esqueci como namora     | Nego do Borel, Maiara & Maraísa       | 117.000.000+    |
| Não Precisa             | Paula Fernandes, Victor & Leo         | 108.000.000+    |
| Nessas Horas            | Matheus & Kauan                       | 101.000.000+    |
| Incerteza               | Matheus & Kauan                       | 101.000.000+    |

### Italiano
Esistono 42 video in lingua italiana che hanno ottenuto la Vevo Certified.
| Cronologia | Canzone                     | Cantante                                         | Visualizzazioni |
| ---------- | --------------------------- | ------------------------------------------------ | --------------- |
| 1          | Roma-Bangkok                | Baby K ft. Giusy Ferreri                         | 250.000.000+    |
| 2          | Occidentali's Karma         | Francesco Gabbani                                | 230.000.000+    |
| 3          | Vorrei ma non posto         | J-Ax e Fedez                                     | 190.000.000+    |
| 4          | Maria Salvador              | J-Ax e Il Cile                                   | 160.000.000+    |
| 5          | Voglio ballare con te       | Baby K                                           | 150.000.000+    |
| 6          | Grande Amore                | Il Volo                                          | 170.000.000+    |
| 7          | L'esercito del selfie       | Takagi e Ketra ft. Lorenzo Fragola e Arisa       | 130.000.000+    |
| 8          | Amore e capoeira            | Takagi e Ketra ft. Giusy Ferreri e Sean Kingston | 170.000.000+    |
| 9          | Da zero a cento             | Baby K                                           | 150.000.000+    |
| 10         | Nera                        | Irama                                            | 130.000.000+    |
| 11         | Irraggiungibile             | Shade ft. Federica Carta                         | 110.000.000+    |
| 12         | Comunque andare             | Alessandra Amoroso                               | 100.000.000+    |
| 13         | Soldi                       | Mahmood                                          | 150.000.000+    |
| 14         | Volare                      | Fabio Rovazzi ft. Gianni Morandi                 | 125.000.000+    |
| 15         | Andiamo a comandare         | Fabio Rovazzi                                    | 175.000.000+    |
| 16         | Tutto molto interessante    | Fabio Rovazzi                                    | 145.000.000+    |
| 17         | Ti ho voluto bene veramente | Marco Mengoni                                    | 100.000.000+    |
| 18         | D'estate non vale           | Fred De Palma ft. Ana Mena                       | 130.000.000+    |
| 19         | Magnifico                   | Fedez ft. Francesca Michielin                    | 100.000.000+    |
| 20         | Una volta ancora            | Fred de Palma ft. Ana Mena                       | 120.000.000+    |
| 21         | Cara Italia                 | Ghali                                            | 115.000.000+    |
| 22         | Riccione                    | Thegiornalisti                                   | 100.000.000+    |
| 23         | Ninna Nanna                 | Ghali                                            | 100.000.000+    |
| 24         | Che ne sanno i 2000         | Gabry Ponte ft. Danti                            | 100.000.000+    |
| 25         | Dove e quando               | Benji & Fede                                     | 100.000.000+    |
| 26         | Jambo                       | Takagi e Ketra, OMI, Giusy Ferreri               | 100.000.000+    |
| 27         | Tutto per una ragione       | Benji & Fede ft. Annalisa                        | 100.000.000+    |
| 28         | Margarita                   | Elodie ft. Marracash                             | 100.000.000+    |
| 29         | Torna a casa                | Måneskin                                         | 100.000.000+    |
| 30         | Mambo Salentino             | Boomdabash ft Alessandra Amoroso                 | 100.000.000+    |
| 31         | Karaoke                     | Boomdabash ft Alessandra Amoroso                 | 100.000.000+    |
| 32         | Guerriero                   | Marco Mengoni                                    | 100.000.000+    |
| 33         | Perfect Symphony            | Ed Sheeran ft. Andrea Bocelli                    | 300.000.000+    |
| 34         | Ti volevo dedicare          | Rocco Hunt ft. J-Ax, Boomdabash                  | 100.000.000+    |
| 35         | Più bella cosa              | Eros Ramazzotti                                  | 100.000.000+    |
| 36         | Zitti e buoni               | Måneskin                                         | 100.000.000+    |
| 37         | A Un Passo Da Te            | Mina e Adriano Celentano                         | 100.000.000+    |
| 38         | Giovane Fuoriclasse         | Capo Plaza                                       | 100.000.000+    |
| 39         | A Un Passo Dalla Luna       | Rocco Hunt, Ana Mena                             | 100.000.000+    |
| 40         | Arrogante                   | Irama                                            | 100.000.000+    |
| 41         | La Musica Non C'è           | Coez                                             | 100.000.000+    |
| 42         | Fall On Me                  | Andrea Bocelli, Matteo Bocelli                   | 100.000.000+    |

## Canzoni al primo postoBillboardsenza certificazione
Diverse sono le canzoni che hanno raggiunto il primo posto nella classifica Billboard, e sono state di fatto Hit, e che hanno il loro video ufficiale sul canale vevo dei rispettivi artisti, senza però che il loro video abbia ottenuto la certificazione Vevo.
| Anno    | Canzone                          | Artista            | Settimane al primo posto |
| ------- | -------------------------------- | ------------------ | ------------------------ |
| 1990    | Opposites Attract                | Paula Abdul        | 3                        |
| 1990    | Vision Of Love                   | Mariah Carey       | 4                        |
| 1990    | Love Takes Time                  | Mariah Carey       | 3                        |
| 1990    | I'm Your Baby Tonight            | Whitney Houston    | 1                        |
| 1991    | All The Man That I Need          | Whitney Houston    | 2                        |
| 1991    | Someday                          | Mariah Carey       | 2                        |
| 1991    | I Don't Wanna Cry                | Mariah Carey       | 2                        |
| 1991    | Rush Rush                        | Paula Abdul        | 5                        |
| 1991    | Emotions                         | Mariah Carey       | 3                        |
| 1993    | Dreamlover                       | Mariah Carey       | 8                        |
| 1997    | Honey                            | Mariah Carey       | 3                        |
| 1999    | Heartbreaker                     | Mariah Carey       | 2                        |
| 1999    | Unpretty                         | TLC                | 2                        |
| 2000    | What a Girl Wants                | Christina Aguilera | 2                        |
| 2000    | Thank God I Found You            | Mariah Carey       | 1                        |
| 2000    | Come on Over (All I Want Is You) | Christina Aguilera | 4                        |
| 2000    | Independent Women Part I         | Destiny's Child    | 11                       |
| 2001    | Independent Women Part I         | Destiny's Child    | 11                       |
| Stutter | Joe                              | 4                  |                          |
| 2002    | A Moment like This               | Kelly Clarkson     | 2                        |
| 2005    | Don't Forget About us            | Mariah Carey       | 2                        |